# Boarmia cacozela
Boarmia cacozela là một loài bướm đêm trong họ Geometridae.